# Presidentes del Club Universitario de Deportes
Los Presidentes del Club Universitario de Deportes son los encargados de conducir los destinos institucionales del club. A lo largo de sus 101 años de historia fueron veinte los presidentes que tuvieron esta responsabilidad. El presidente que más tiempo se mantuvo en el cargo fue Rafael Quirós, llegando a permanecer durante diez años en la presidencia, seguido por Plácido Galindo, Jorge Nicolini y Alfredo González con nueve años cada uno. Asimismo, Quirós es hasta el momento el presidente con la mayor cantidad de períodos, cinco en total. Durante sus diez años de gestión, el equipo crema obtuvo seis campeonatos nacionales (1964, 1966, 1967, 1969, 1971, 1985) y el subcampeonato de la Copa Libertadores 1972.

## Historia
La primera junta directiva estuvo integrada por: José Rubio Rolando (presidente), Andrés Echevarría (secretario). Plácido Galindo (tesorero), Eduardo Bermúdez, Roberto Carrillo, Carlos García, Dionisio Solipoma (vocales) y los encargados de la elaboración de los estatutos fueron: Andrés Echevarría, Plácido Galindo y Carlos García. Actualmente, el presidente es elegido por los socios mediante elecciones que se realizan cada tres años, dentro de los primeros veinte días del mes de marzo del año en que corresponda. Pueden formar parte de la junta directiva todos los socios activos hábiles con antigüedad de cinco años para todos los cargos exceptuando al presidente, primer vicepresidente y segundo vicepresidente que requiere veinte años.
Desde agosto de 2010 la administración de la «U» estuvo a cargo de una Junta Transitoria formada por algunos socios del club encabezados por Eduardo Guinea, luego de que el Juzgado Mixto de Lurín mediante la resolución N° 13 del 5 de agosto de 2010 así lo ordenara. Por tal motivo, los comicios que se habían realizado unas semanas antes y en los que resultó ganador Jaime León Pallete quedaron sin validez. Los miembros de la Junta Transitoria convocaron a unas nuevas elecciones para enero de 2011, obteniendo el triunfo Julio Pacheco con 527 votos a favor. Julio Pacheco fue el primer socio activo que asumió la presidencia de la institución, pues anteriormente este cargo solo lo habían ocupado los fundadores y/o socios honorarios.
En 2012, el Instituto Nacional de Defensa de la Competencia y de la Protección de la Propiedad Intelectual inició un proceso concursal para la reestructuración del club, por lo que la junta directiva se desintegró e INDECOPI nombró a Rocío Chávez Pimentel gerente de Right Business S. A. como administradora temporal del club. En julio de 2014, la junta de acreedores decidió no ratificar a Rocío Chávez Pimentel como administradora del club y nombró a Fernando Bravo de Rueda como nuevo administrador temporal de Universitario de Deportes, cargo que ocupó hasta enero de 2015. El actual administrador temporal del club es Jean Ferrari.

## Presidentes
| Presidente         | Período   |
| ------------------ | --------- |
| José Rubio         | 1924-1928 |
| Mario de las Casas | 1928-1930 |
| Andrés Rotta       | 1930-1931 |
| Andrés Echevarria  | 1931-1932 |
| Andrés Echevarria  | 1933-1936 |
| Andrés Echevarria  | 1936-1939 |
| José Merino        | 1939-1941 |
| Alfredo Hohagen    | 1941-1944 |
| Jorge Alba         | 1944-1946 |
| Eduardo Astengo    | 1946-1948 |
| Eduardo Astengo    | 1948-1950 |
| Carlos Cillóniz    | 1950-1954 |
| Plácido Galindo    | 1954-1956 |
| Plácido Galindo    | 1956-1958 |
| Plácido Galindo    | 1958-1963 |
| Rafael Quirós      | 1963-1965 |
| Rafael Quirós      | 1965-1967 |

| Presidente       | Período   |
| ---------------- | --------- |
| Rafael Quirós    | 1967-1970 |
| Rafael Quirós    | 1970-1973 |
| Carlos Melzi     | 1973-1976 |
| Cecil Griffiths  | 1976-1978 |
| Miguel Pellny    | 1978-1980 |
| Miguel Pellny    | 1980-1983 |
| Rafael Quirós    | 1983-1986 |
| Jorge Nicolini   | 1986-1989 |
| Jorge Nicolini   | 1989-1993 |
| Jorge Nicolini   | 1993-1995 |
| Alfredo González | 1995-1998 |
| Alfredo González | 1998-2001 |
| Javier Aspauza   | 2001-2004 |
| Alfredo González | 2004-2007 |
| Gino Pinasco     | 2007-2010 |
| Julio Pacheco    | 2011-2012 |
| -                | -         |

### Mayor cantidad de años
| Presidente        | Años |
| ----------------- | ---- |
| Rafael Quirós     | 10   |
| Plácido Galindo   | 9    |
| Jorge Nicolini    | 9    |
| Alfredo González  | 9    |
| Andrés Echevarria | 8    |

### Mayor cantidad de períodos
| Presidente        | Periodos |
| ----------------- | -------- |
| Rafael Quirós     | 5        |
| Andrés Echevarria | 3        |
| Plácido Galindo   | 3        |
| Jorge Nicolini    | 3        |
| Alfredo González  | 3        |
| Eduardo Astengo   | 2        |
| Miguel Pellny     | 2        |

## Administradores temporales
| Administrador           | Período   |
| ----------------------- | --------- |
| Rocío Chávez            | 2012-2014 |
| Fernando Bravo de Rueda | 2014-2015 |
| Raul Leguía             | 2015-2016 |
| Carlos Moreno           | 2016-2019 |
| Raul Leguía             | 2019-2020 |

| Administrador  | Período   |
| -------------- | --------- |
| Carlos Moreno  | 2020      |
| Sonia Alva     | 2020-2021 |
| Luis Sierralta | 2021      |
| Jean Ferrari   | 2021-2025 |
| Franco Velazco | 2025-     |